# Partit Socialista del País Valencià (històric)
El Partit Socialista del País Valencià va ser un partit polític valencià d'ideologia valencianista i socialista. Va ser fundat el 1974 i va desaparèixer en 1978, quan es va fusionar amb el PSOE per a formar el PSPV-PSOE.
El partit va ser legalitzat el 9 d'abril de 1977, juntament amb altres partits com el Partit Comunista d'Espanya.

## Ideologia
El PSPV va nàixer amb la intenció d'abastir un partit socialista d'àmbit valencià que abastira un ventall sociològic i una projecció que anara més enllà del món universitari, àmbit d'actuació del precedent immediat de la formació, el Partit Socialista Valencià, d'on provenien part dels seus fundadors.
A la declaració programàtica del partit el PSPV afirmava la singularitat del País Valencià com a poble, reconeixent el seu tronc històric i integració a l'àrea cultural dels Països Catalans, i reclamava un Estat Valencià confederat a l'Estat espanyol. També tenia intenció de treballar de manera coordinada amb la resta de partits socialistes de l'estat, tenint relacions preferencials amb el Partit Socialista de Catalunya-Congrés.

## Membres
El partit fou fundat amb les sigles PSPV el 1974 per militants procedents dels Grups d'Acció i Reflexió Socialista (GARS), com Vicent Ventura i Beltran, als que se'ls van unir des de l'Assemblea d'Almàssera de 1976 Convergència Socialista del País Valencià, la qual va aportar-li militants de gran vàlua (com Ricard Pérez Casado i Alfons Cucó). Es considera que els pares fundadors del PSPV van ser Vicent Ventura, Màrius Garcia Bonafé i J. J. Pérez Benlloch, que es proposaren reagrupar a la gent que havia estat a l'antic Partit Socialista Valencià dels anys 60. Gent com Vicent Soler, Joan Romero o els germans Vicent i Joan Garcés s'hi incorporarien poc després i de manera directa.

## Història

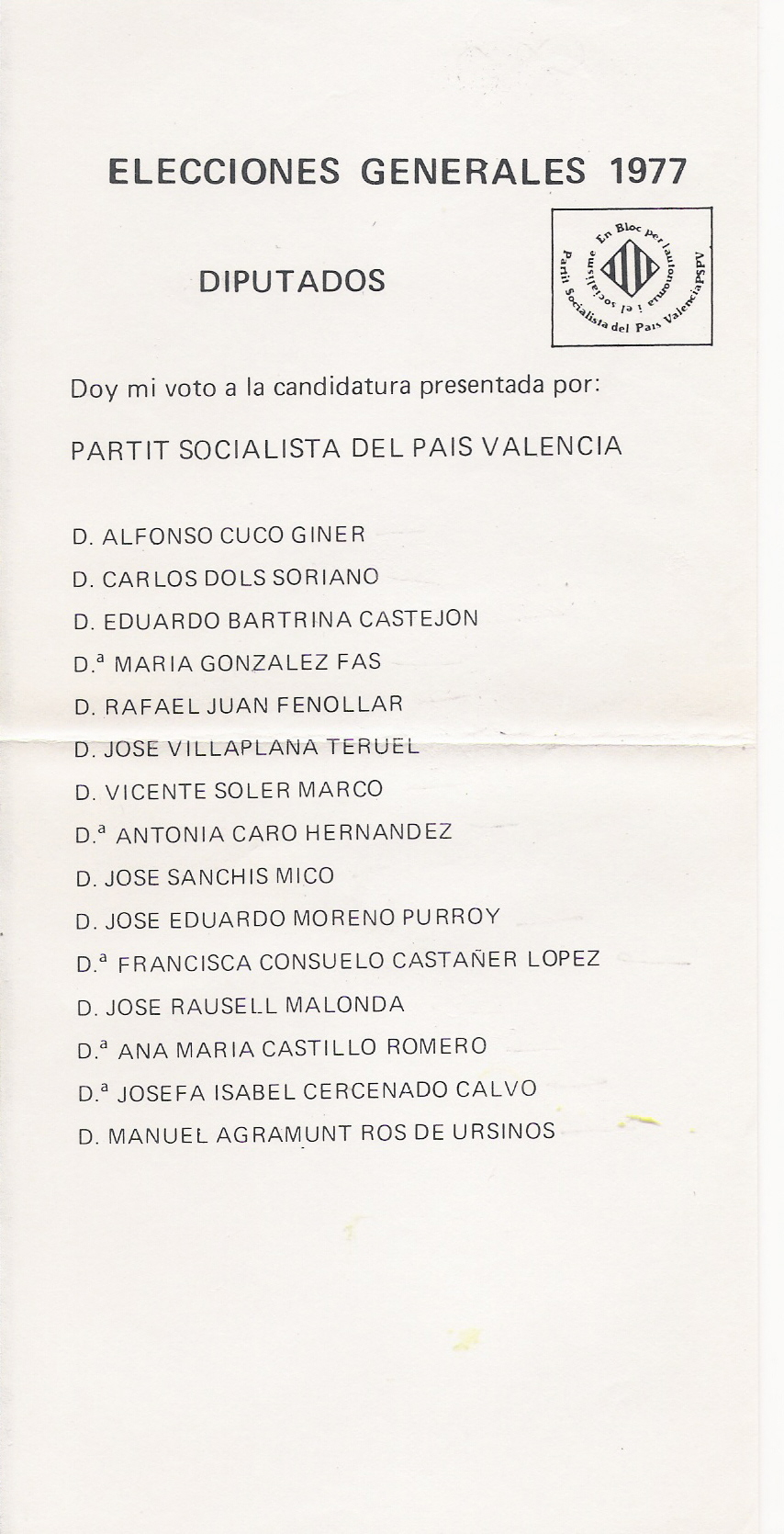
Llista del PSPV-Bloc al Congrés per València en 1977.

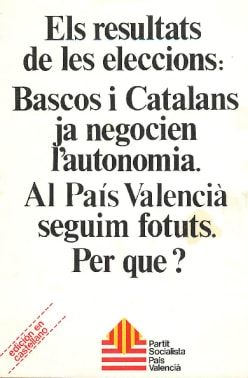
Publicació del PSPV posterior a les eleccions generals espanyoles de 1977.

Els orígens del PSPV daten de 1973, quan diversos grups de l'esquerra valenciana intenten crear un partit semblant al Partit Socialista Valencià dels anys 1960, però de caràcter transversal i no reduït al món universitari. Als primers contactes hi participaren membres del GARS, com Vicent Ventura, i gent provinent de Lo Rat Penat (Rafa Arnal) i del grup del Micalet (com Enric Tàrrega i Emili Mira).
Seria entre la darreria de 1973 i estiu de 1974 quan el partit comence a prendre forma, considerant-se que la primera aparició pública del projecte es va realitzar a la Universitat Catalana d'Estiu a Prada del Conflent, fora de l'Estat espanyol per motius de clandestinitat. A partir d'aquell moment es va començar a distribuir la Declaració Programàtica del Partit Socialista del País Valencià, i es fixà la data simbòlica de fundació del partit en el 9 d'octubre de 1974. El primer nucli local del partit fou el de Tavernes Blanques, i la primera comarca organiztada la de l'Horta Nord.
En juny de 1974 participà en la Conferència Socialista Ibèrica de París, on l'històric PSOE, vinculat a la Segona Internacional, va mantenir contactes amb els diferents partits socialistes de l'estat, que llavors tenien més presència a l'interior que no les històriques sigles. De fet, diferents socialistes espanyols (com Enrique Múgica o Alfonso Guerra) van intentar que Vicent Ventura es fera càrrec del PSOE a terres valencianes, cosa que Ventura va rebutjar en defensar un socialisme de base i obediència valenciana. També participaren en una segona reunió a Bonn, en setembre de 1974, i on a diferència de la Convergència Socialista de Catalunya, el PSPV no va mostrar cap predisposició a integrar-se al PSOE.
En 1975 el PSPV aconsegueix un fort creixement en militància i organització, creant l'aparell de premsa a partir del nucli de l'Horta Nord, i publicarien el primer número del periòdic el poble valencià en gener d'aquell any.
També en 1975 el PSOE abandona la Conferència Socialista Ibèrica, alhora que inicia una estratègia de visualitzar-se com l'únic referent de la Internacional Socialista a l'estat, i d'allunyament dels partits separatistes de la CSI, amb l'objectiu a mitjà termini d'absorbir-los. Aquell mateix any es crea la plataforma Socialistes Valencians Independents, grup heterodox on destaca, entre d'altres, el català Ernest Lluch. Lluch militaria a la Convergència Socialista del País Valencià (que s'integraria al PSPV en 1976) i també a la Convergència Socialista de Catalunya a partir del moment en què es va permetre la doble militància entre partits germans, ja que les relacions entre els partits socialistes valencià i català eren fluides. També serien fluides les relacions amb el Moviment Socialista de Menorca i el Partit Socialista de les Illes arran de les reunions de la Conferència Socialista Ibèrica. Les relacions entre els partits socialistes dels territoris de parla catalana portarien a la creació d'una Coordinadora Socialista dels Països Catalans el 29 de febrer de 1976, amb la Convergència Socialista del País Valencià com a representant valencià.
En 1976, el grup provinent dels Socialistes Valencians Independents es divideix en dos corrents amb estratègies divergents: un amb un missatge frontpopulista i d'esquerra clàssica, representat pels germans Joan i Vicent Garcés, i el grup proper a les tesis del PSC de convergència amb el PSOE, liderat per Ernest Lluch, i on participa l'històric Alfons Cucó, si bé aleshores la possible confluència no es manifestava obertament. El tercer sector, representat per Vicent Ventura, era partidari de no entrar a cap bloc comú amb el PSOE. Finalment, Vicent Ventura i Pérez Benlloch abandonaren el partit a finals de 1976.
El PSPV va celebrar el seu Congrés Constituent del 2 de febrer al 3 d'abril de 1977, poc després de la convocatòria d'eleccions per al 15 de juny de 1977, i on es van defensar dos alternatives diferents. El corrent representat per Ernest Lluch proposava un pacte anomenat Bloc Autonòmic i Valencià d'esquerres, amb altres forces valencianistes i el de Joan Garcés un pacte estatal amb la FSP i el Partit Socialista Popular, per a bastir un referent estatal alternatiu al PSOE, acostant-se a la Conferència Socialista del Mediterrani.
El trencament del partit es fa efectiu el 28 d'abril de 1977. A les eleccions van presentar-se dos llistes: el sector de Joan Garcés es presentà a la candidatura Unitat Socialista, una coalició del FPS-PSP, que obtingué un diputat a València i un senador a Alacant. El sector autonomista, que després d'una sèrie de dificultats va poder utilitzar les sigles PSPV, va realitzar una plataforma electoral (el Bloc) amb el Partit Carlí Valencià i Moviment Comunista del País Valencià. Este sector, vinculat a Ernest Lluch, no va obtenir representació, si bé Lluch, per a exemplificar la política d'aliances del PSPV, va ser elegit diputat a Girona a les llistes del Partit dels Socialistes de Catalunya, que sí que anava coalitzat amb el PSOE.
Els febles resultats electorals (USPV va obtenir el 4,6% dels vots, un diputat i un senador, mentre que el Bloc només l'1,6%) va provocar que ambdós sectors del partit acabaren fusionant-se amb la secció valenciana del PSOE en abril de 1978, qui a canvi acceptaria part del programa establit en el Manifest i integraria bona part dels seus dirigents en la direcció del partit, com Ernest Lluch. Tot i que al III congrés del PSPV d'abril de 1978 s'aprovara la integració al PSOE per un 89% de vots, la majoria de la militància del PSPV no s'integraria finalment al PSPV-PSOE. Entre els militants que no donaren suport al procés de fusió hi trobem a Vicent Ventura i Enric Tàrrega, que ja havien abandonat el partit.